# سیارک ۱۶۰۷۴
سیارک ۱۶۰۷۴ (به انگلیسی: 16074 Georgekaplan، نامگذاری:1999RR129) شانزده هزار و هفتاد و چهارمین سیارک کشف شده‌است که در ۹ سپتامبر ۱۹۹۹ کشف شد.
قدر مطلق سیارک برابر ۱۴.۸ است.